# Vedad Karić
Vedad Karić (Zenica, 6 maart 1988) is een Bosnisch voormalig wielrenner die in 2023 reed voor Meridiana Kamen Team.

## Carrière
In 2017 werd Karić nationaal kampioen tijdrijden, door het 22 kilometer lange parcours in Tuzla ruim anderhalve minuut sneller af te leggen dan titelverdediger Emir Hulusić. In 2018, 2019 en 2021 prolongeerde Karić zijn nationale tijdrittitel. Daarnaast werd hij in 2021 ook nationaal kampioen op de weg, voor Vladimir Trbić en Mujo Podžić. Dat leverde Karić zijn eerste profcontract op. In 2021 startte hij bij het Kroatische Meridiana Kamen Team.

## Overwinningen
2017
 Bosnisch kampioen tijdrijden, Elite
2018
 Bosnisch kampioen tijdrijden, Elite
2019
 Bosnisch kampioen tijdrijden, Elite
2021
 Bosnisch kampioen tijdrijden, Elite
 Bosnisch kampioen op de weg, Elite
2023
 Bosnisch kampioen tijdrijden, Elite
2024
 Bosnisch kampioen op de weg, Elite

## Ploegen
- 2021 –  Meridiana Kamen Team
- 2022 –  Meridiana Kamen Team
- 2023 –  Meridiana Kamen Team